# قلعه بختک
قلعه بختک لیلان مربوط به دوران پیش از تاریخ ایران باستان است و در شهرستان ملکان، بخش لیلان واقع شده و این اثر در تاریخ ۱۹ مرداد ۱۳۷۹ با شمارهٔ ثبت ۲۷۸۰ به‌عنوان یکی از آثار ملی ایران به ثبت رسیده‌است.

## نگارخانه

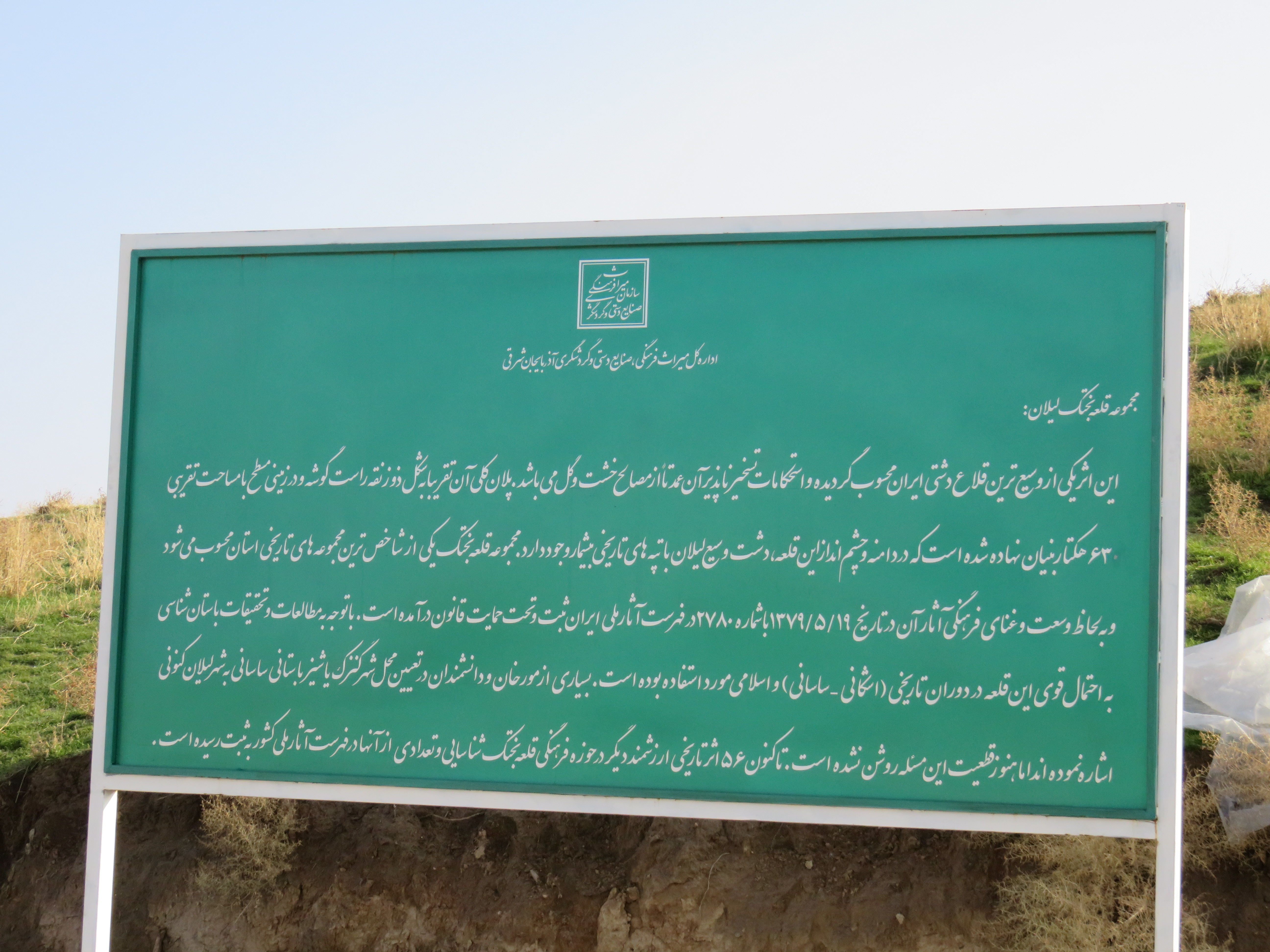
شناسنامه قلعه بختک
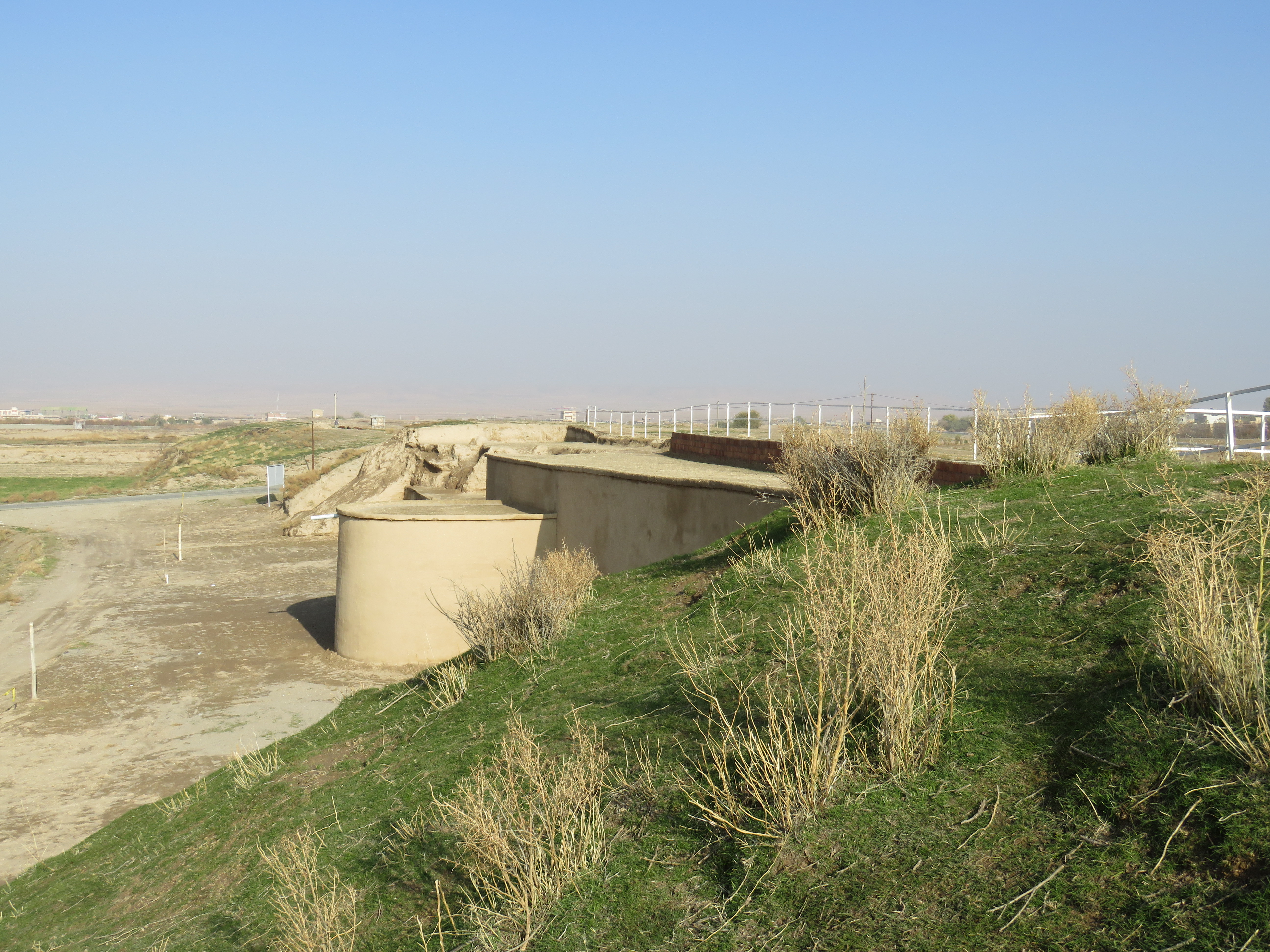
نمای از قلعه بختک
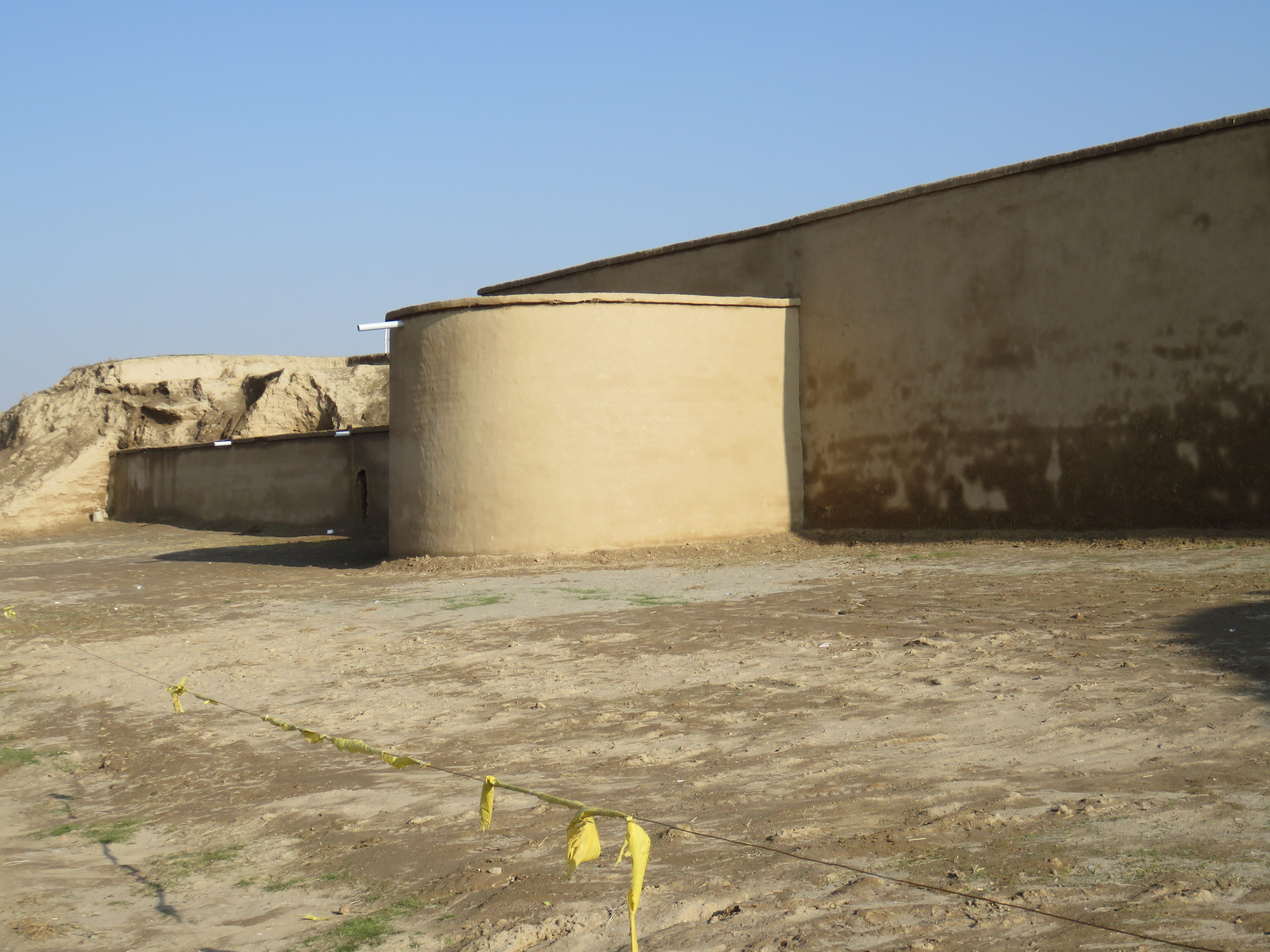
بخش کاوش شده قلعه بختک
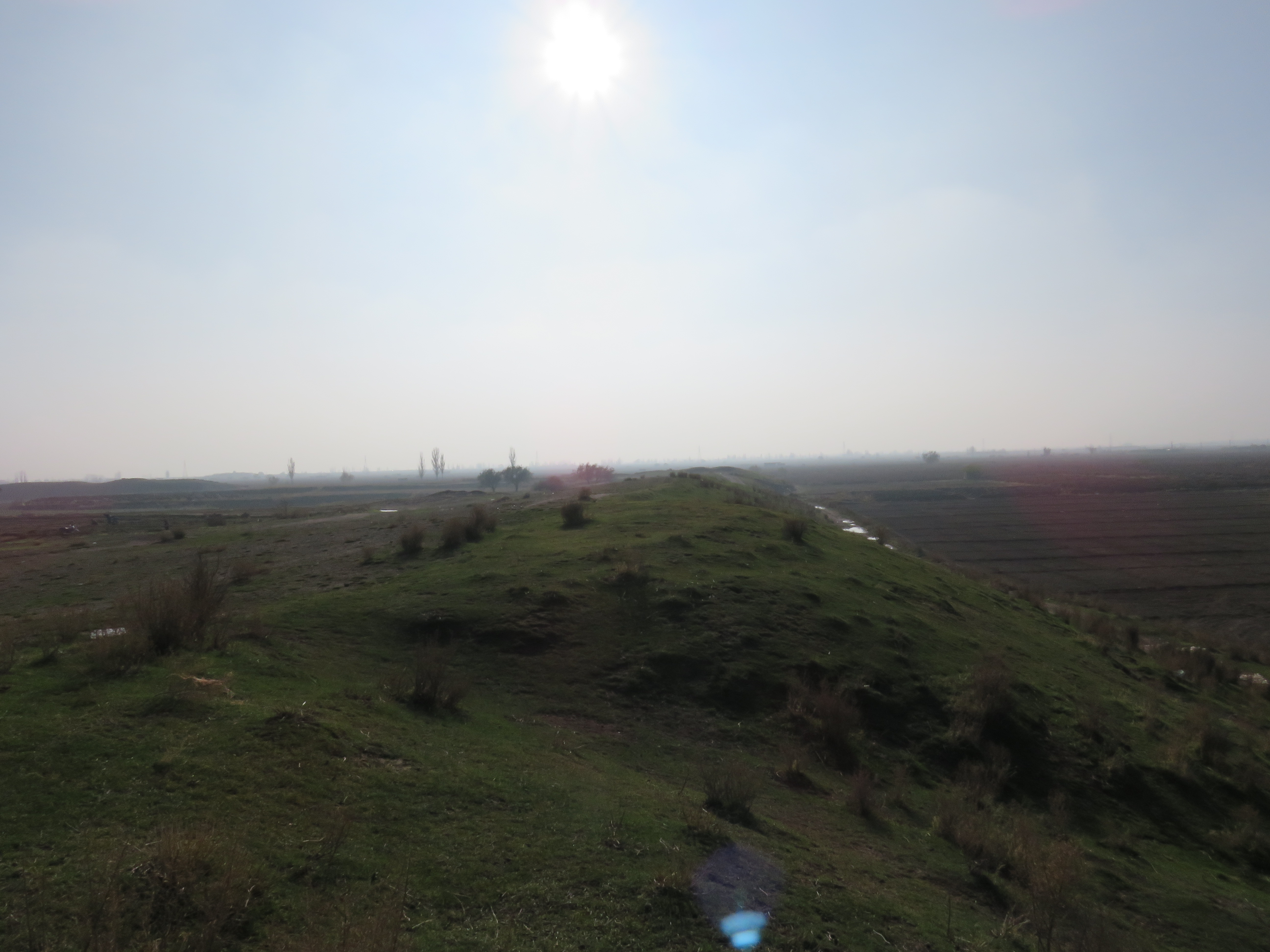
تپه‌های که دیوارهای قلعه زیر آن مدفون هستند